# The Past (Fallout)
"The Past" es el quinto episodio de la primera temporada de la serie de televisión dramática posapocalíptica estadounidense Fallout. El episodio fue escrito por el coproductor ejecutivo Carson Mell y dirigido por Clare Kilner. Fue lanzado en Amazon Prime Video el 10 de abril de 2024, junto con el resto de la temporada.
La serie describe las consecuencias de una guerra nuclear apocalíptica en una historia alternativa de la Tierra donde los avances en la tecnología nuclear después de la Segunda Guerra Mundial condujo al surgimiento de una sociedad retrofuturista y a una posterior guerra por los recursos. Los supervivientes se refugiaron en refugios nucleares conocidos como Vaults, construidos para preservar a la humanidad en caso de una aniquilación nuclear. En este episodio, Lucy y Maximus se conocen y deciden formar equipo, mientras se llevan a cabo las elecciones en el Refugio 33.
El episodio recibió críticas muy positivas de los críticos, quienes elogiaron el tono oscuro del episodio y se centran en la historia del Refugio.

## Trama
En Los Ángeles, Maximus marca a Thaddeus con una marca de honor por sus acciones con el devorador antes de revelar su verdadera identidad. Enfurecido por su engaño, Thaddeus desactiva la servoarmadura de Maximus robando el núcleo de fusión, atrapándolo dentro y se va con la cabeza de Wilzig y CX404. A la mañana siguiente, Lucy se encuentra con Maximus y lo ayuda a liberarse de la armadura. Al darse cuenta de que ambos pueden beneficiarse de la cabeza, acuerdan trabajar juntos para rastrearla.
En el Refugio 33 se llevan a cabo las elecciones para el nuevo supervisor. Con una mayoría del 98%, se selecciona a Betty Johnson. Como primera orden, anuncia un controvertido plan para repoblar el Refugio 32 con los ciudadanos del 33 después de limpiarlo y restaurarlo a su completo orden, para sorpresa de Norm y Chet. Norm piratea en secreto la computadora central del Refugio 32 y descubre que el Refugio 31 ha proporcionado a los supervisores, incluido su padre, de los refugios 32 y 33 desde el día en que cayeron las bombas. 
Al salir de Los Ángeles, Lucy y Maximus descubren los restos de Shady Sands, una antigua ciudad de posguerra destruida años antes. Mientras Maximus está devastado al recordar la muerte de sus padres, Lucy lamenta la ignorancia de ella y sus compañeros habitantes, ya que habían creído las afirmaciones de los supervisores de que no existía ninguna civilización fuera del Refugio. 
Mientras siguen caminando por la zona, se topan con dos asaltantes locales que se hacen llamar "Demonios". Lucy intenta, pero no logra, persuadir a los Demonios para que los dejen pasar pacíficamente, y Maximus resulta herido cuando dispara y los mata, sintiendo su traición. La herida empeora y los obliga a buscar suministros médicos en un antiguo edificio de oficinas de Vault-Tec. Sin embargo, ambos quedan inconscientes. Cuando despiertan, Lucy y Maximus descubren que ahora están en el Refugio 4.

## Producción

### Música
La partitura está compuesta por Ramin Djawadi.  El episodio incluyó las canciones "Henry" de The Jet-Tones, "Robin in the Pine" de Bonnie Guitar, "Ladyfingers" de Herb Alpert, "What a Diff'rence a Day Makes" de Dinah Washington y "It's Just a Matter of Time" de Brook Benton. 

## Lanzamiento
El episodio, junto con el resto de la temporada, se estrenó el 10 de abril de 2024 en Amazon Prime Video.  Originalmente, la temporada estaba programada para estrenarse el 12 de abril de 2024. 

## Recepción de la crítica
"The Past" recibió críticas muy positivas por parte de la crítica. William Hughes de The A.V. Club le dio al episodio una calificación de "A" y escribió: "'The Past' es una hora intensa de televisión, pero con toda honestidad, Fallout probablemente debía tener una. El programa todavía comete algunas tonterías en torno al lados, ya sea en el bamboleo de los ridículos pasteles de gelatina del Refugio 33 o en el insistente júbilo de Pemberton al recibir una gran "T" ardiente en su cuello, pero el programa no rehúye los aspectos más oscuros de esta franquicia. pasa a su mitad posterior y ha producido una de sus entregas más memorables e irresistibles hasta la fecha".
Jack King de Vulture le dio al episodio una calificación de 3 estrellas sobre 5 y escribió: "Como se revela hacia el final del episodio, en algún momento de las últimas décadas, Shady Sands fue destruida, aparentemente en una explosión nuclear. Es un decisión que sin duda provocará un ruidoso debate en línea. También es una medida bastante atrevida que hay que respetar, suponiendo que valga la pena". 
Sean T. Collins de Decider escribió: "Cada episodio de Fallout se siente como alcanzar un nuevo nivel, desbloquear una nueva área o lanzar una nueva misión secundaria. Esta, tal vez, es la forma de adaptar los videojuegos: traducir su estructura iterativa a episodios narración de historias en la vieja tradición televisiva, con momentos de suspenso para que las cosas sigan funcionando". Ross Bonaime de Collider le dio al episodio un 7 sobre 10 y escribió: "Este es otro de una serie de episodios que se centran más en establecer dinámicas y misterios más amplios, pero al igual que las entregas anteriores que han funcionado de la misma manera, Fallout muestra que esto es tan convincente como la acción absurda y la violencia loca. A veces, es igual de emocionante ver a dos personas unirse con el objetivo común de encontrar una [sic] cabeza".
Joshua Kristian McCoy de Game Rant le dio al episodio una calificación de 3,5 estrellas sobre 5 y escribió: "Fallout se siente sorprendentemente seguro de sí mismo cuando entra en su mitad posterior. Jonathan Nolan y Lisa Joy sabían lo que tenían con este proyecto, lo que garantiza un escaparate impresionante para una rara y exitosa adaptación de videojuego".  Greg Wheeler de The Review Geek le dio al episodio una calificación de 4 estrellas sobre 5 y escribió: "En realidad, hay muchas cosas que me gustan en esta historia, y la forma en que todo parece unirse se está preparando para este misterio dentro del Refugio se revela más siniestro de lo que pensábamos al principio. Fallout ha sido un espectáculo convincente y el final insinúa que tenemos mucho más drama por venir". 